# Steven Knight
Steven Knight (Marlborough, 1º gennaio 1959) è uno sceneggiatore e regista britannico, noto per aver sceneggiato i film Piccoli affari sporchi e La promessa dell'assassino, per aver diretto e scritto Locke, e per aver creato le serie televisive Peaky Blinders,  Taboo  e lo show Chi vuol essere milionario?.

## Filmografia

### Sceneggiatore

#### Cinema
- Gypsy Woman, regia di Sheree Folkson (2001)
- Piccoli affari sporchi (Dirty Pretty Things), regia di Stephen Frears (2002)
- Amazing Grace, regia di Michael Apted (2006)
- La promessa dell'assassino (Eastern Promises), regia di David Cronenberg (2007)
- Redemption - Identità nascoste (Hummingbird), regia di Steven Knight (2013)
- Closed Circuit, regia di John Crowley (2013)
- Locke, regia di Steven Knight (2013)
- Amore, cucina e curry (The Hundred-Foot Journey), regia di Lasse Hallström (2014)
- La grande partita (Pawn Sacrifice), regia di Edward Zwick (2014)
- Il settimo figlio (Seventh Son), regia di Sergei Bodrov (2014)
- Il sapore del successo (Burnt), regia di John Wells (2015)
- Allied - Un'ombra nascosta (Allied), regia di Robert Zemeckis (2016)
- Woman Walks Ahead, regia di Susanna White (2017)
- November Criminals, regia di Sacha Gervasi (2017)
- Millennium - Quello che non uccide (The Girl in the Spider's Web), regia di Fede Álvarez (2018)
- Serenity - L'isola dell'inganno (Serenity), regia di Steven Knight (2019)
- Locked Down, regia di Doug Liman (2021)
- Spencer, regia di Pablo Larraín (2021)
- Maria, regia di Pablo Larraín (2024)

### Televisione
- Commercial Breakdown - Show Tv (1989)
- Auntie's Bloomers - Show Tv (1990)
- Canned Carrott, ideato da Jasper Carrott - Show Tv (1990)
- Frankie Howerd on Campus, regia di Ian Hamilton - film TV (1990)
- Frankie's On... - serie TV (1992)
- Comedy Playhouse - serie TV, episodio 1x02 (1993)
- Carrott U Like, regia di Ed Bye - film TV (1994)
- The Detectives - serie TV, 31 episodi (1993-1997)
- Chi vuol essere milionario? (Who Wants to Be a Millionaire?), ideato da Steven Knight - Show Tv (1998)
- Show do Milhão, ideato da Steven Knight (1999)
- All About Me, ideato da Steven Knight (2002)
- Peaky Blinders - serie TV, 36 episodi (2013-2022)
- Taboo - serie TV, 8 episodi (2017)
- A Christmas Carol, regia di Nick Murphy – miniserie TV (2019)
- See - serie TV, 24 episodi (2019-2022)
- SAS: Rogue Heroes - serie TV, 12 episodi (2022-2025)
- Grandi speranze (Great Expectations), regia di Brady Hood e Samira Radsi – miniserie TV (2023)
- Tutta la luce che non vediamo (All the Light We Cannot See), regia di Shawn Levy – miniserie TV (2023)
- The Veil, regia di Daina Reid e Damon Thomas – miniserie TV (2024)
- A Thousand Blows – serie TV (2025)

### Regista

#### Cinema
- Redemption - Identità nascoste (Redemption) (2013)
- Locke (2013)
- Serenity - L'isola dell'inganno (Serenity) (2019)

#### Televisione
- The Detectives - serie TV, 4 episodi (1995-1997)

### Produttore

#### Cinema
- Allied - Un'ombra nascosta (Allied), regia di Robert Zemeckis (2016)
- November Criminals, regia di Sacha Gervasi (2017)
- Serenity - L'isola dell'inganno (Serenity), regia di Steven Knight (2019)
- Locked Down, regia di Doug Liman (2021)
- Spencer, regia di Pablo Larraín (2021)

#### Televisione
- Peaky Blinders - serie TV, 36 episodi (2013-2022)
- Taboo - serie TV, 8 episodi (2017)
- See - serie TV, 17 episodi (2019-2022)
- A Christmas Carol, regia di Nick Murphy – miniserie TV (2019)
- SAS: Rogue Heroes - serie TV, 12 episodi (2022-2025)
- Grandi speranze (Great Expectations), regia di Brady Hood e Samira Radsi – miniserie TV (2023)
- Tutta la luce che non vediamo (All the Light We Cannot See), regia di Shawn Levy – miniserie TV (2023)
- The Veil, regia di Daina Reid e Damon Thomas – miniserie TV (2024)
- A Thousand Blows – serie TV (2025)

## Riconoscimenti
- 1994 – Writers' Guild of Great Britain
  - Miglior Show Tv per Canned Carrott
- 2003 – BAFTA Awards
  - Candidatura per la miglior sceneggiatura originale per Piccoli affari sporchi
- 2003 – British Independent Film Awards
  - Miglior sceneggiatura per Piccoli affari sporchi
- 2003 – European Film Awards
  - Candidatura per la miglior sceneggiatura per Piccoli affari sporchi
- 2003 – Washington D.C. Area Film Critics Association
  - Candidatura per la miglior sceneggiatura originale per Piccoli affari sporchi
- 2003 – London Critics Circle Film Awards
  - Miglior sceneggiatore dell'anno per Piccoli affari sporchi
- 2004 – Premio Oscar
  - Candidatura per la miglior sceneggiatura originale per Piccoli affari sporchi
- 2004 – Writers Guild of America
  - Candidatura per la miglior sceneggiatura originale per Piccoli affari sporchi
- 2004 – Los Angeles Film Critics Association
  - Secondo posto per la miglior sceneggiatura per Piccoli affari sporchi
- 2004 – Edgar Award
  - Miglior sceneggiatura per Piccoli affari sporchi
- 2004 – Humanitas Prize
  - Miglior sceneggiatura per Piccoli affari sporchi
- 2007 – British Independent Film Awards
  - Miglior sceneggiatura per La promessa dell'assassino
- 2007 – Satellite Award
  - Candidatura per la miglior sceneggiatura originale per La promessa dell'assassino
- 2007 – Humanitas Prize
  - Candidatura per la miglior sceneggiatura per Amazing Grace
- 2008 – BAFTA Awards
  - Candidatura per il miglior film britannico per La promessa dell'assassino
- 2008 – Evening Standard British Film Awards
  - Candidatura per la miglior sceneggiatura per La promessa dell'assassino e Amazing Grace
- 2008 – Genie Award
  - Miglior sceneggiatura originale per La promessa dell'assassino
- 2008 – Edgar Award
  - Candidatura per la miglior sceneggiatura per La promessa dell'assassino
- 2008 – Christopher Award
  - Miglior film per Amazing Grace
- 2008 – Online Film Critics Society
  - Candidatura per la miglior sceneggiatura originale per La promessa dell'assassino
- 2013 – British Independent Film Awards
  - Miglior sceneggiatura per Locke
- 2014 – European Film Awards
  - Candidatura per il miglior regista per Locke
  - Candidatura per la miglior sceneggiatura per Locke
- 2014 – Göteborg International Film Festival
  - Candidatura per il miglior debutto internazionale per Locke
- 2014 – St. Louis Gateway Film Critics Association Awards
  - Candidatura per la miglior sceneggiatura originale per Locke
- 2015 – David di Donatello
  - Candidatura per il miglior film dell'Unione Europea per Locke